# District de Laiwu
Le district de Laiwu (莱芜区 ; pinyin : Láiwu Qū) est une subdivision administrative de la province du Shandong en Chine. Il est placé sous la juridiction de la ville-préfecture de Jinan.